# کلنتسه
کلنتسه (به آلمانی: Clenze) یک شهر در آلمان است که در نیدرزاکسن واقع شده‌است.

## خصوصیات
کلنتسه ۷۱٫۷۷ کیلومترمربع مساحت دارد ۲۵ متر بالاتر از سطح دریا واقع شده‌است.